# Купальний Олександр Анатолійович
Олександр Анатолійович Купальний (нар. 21 березня 1986, Макіївка, УРСР) — український футболіст, воротар. Тренер воротарів.

## Клубна кар'єра
У чемпіонаті України ДЮФЛУ виступав за «Кіровець» (Макіївка) і «Шахтар» (Донецьк), де зіграв 33 матчі. Протягом 2005—2008 років грав за «Шахтар-2» та «Шахтар-3» у першій та другій українській лізі відповідно, провівши загалом 20 офіційних поєдинків. В основному складі «Шахтаря» провів 1 матч, 17 червня 2007 року проти запорізького «Металурга» (0:2). Також виступав за дублюючий склад у турнірі дублерів (49 матчів). Влітку 2008 року залишив донецький «Шахтар». 
Взимку 2009 року виступав за команду вільних агентів «Гермес». У 2010 виступав за команду «Нова-Люкс» у чемпіонаті Донецької області, а у 2012 році за «Хімік» (Авдіївка).

## Кар'єра в збірній
Провів 1 матч за молодіжну збірну України 15 листопада 2006 року проти Узбекистану (3:1), Купальний відіграв 46 хвилин після чого був замінений на Юрія Мартищука.

## Досягнення
- Вища ліга чемпіонату України
  -  Срібний призер (1): 2006/07